# Heinkel He 275
Heinkel He 275 è stato il codice RLM identificativo per una designazione o requisito del Ministero dell'Aria del Reich nel periodo 1933-1945, di cui non esistono sviluppi conosciuti da progetti o prototipi sviluppati dalla Ernst Heinkel Flugzeugwerke.
Unico riferimento è la presenza del codice RLM, non confermato, come di un bombardiere con quattro motori a reazione.
Nel 1945, riferisce in un report del progettista Siegfried Günter come responsabile degli ufficio Progetto e Sviluppo a Vienna, la Heinkel avrebbe lavorato su una serie di progetti di bombardieri a lungo raggio plurimotore a getto, con configurazioni sia di tipo convenzionale che di tipo ad ala volante, per il requisito RLM denominato Amerika Bomber a cui avrebbe partecipato a fine 1945 con la proposta denominato "60-ton Flying-Wing Bomber" come precursore dell'Heinkel He 277.